# FBW Dreiachskipper Typ 80-N
Der FBW Dreiachskipper Typ 80-N ist ein Lastwagen des Schweizer Fahrzeugherstellers Franz Brozincevic & Cie.
Die Leermasse beträgt 13'700 kg, die zulässige Gesamtmasse liegt bei 25'000 kg.

## Geschichte und Entwicklung
1976 wurden zwei Exemplare dieses Lastwagens hergestellt und eines von 1976 bis 1990 bei der Schweizer Armee mit der M-Nummer M81287 verwendet. Das zweite Fahrzeug wurde bis ins Jahr 2000 von der Firma Nüssli AG verwendet. Es kam nie zu einer Serienfertigung, da sich die Armee für den Kauf des Muldenkippers D 330 von Saurer entschied. Das einzige militärische Fahrzeug ist heute im Schweizerischen Militärmuseum Full ausgestellt.